# La Barceloneta (els Alamús)
La Barceloneta és un barri dels Alamús, ubicat a sud-est del centre del poble.
Segons el padró de l'any 2018 tenia 15 habitants.